# 光動力療法
光動力療法（Photodynamic therapy，簡稱PDT）是光照治療的一種，是利用無毒性的光敏物質暴露在特定波長的光下，讓該物質對特定癌細胞或疾病細胞產生毒性光毒性而達到治療效果。光動力療法已證可以殺死微生物細胞（包括細菌、真菌及病毒）。光動力療法在臨床上已用來治療許多的疾病，像濕性黃斑部退化及癌症，視為是侵入性及毒性較小的治療方式。

## 歷史
人類早在三千年前就已經知道利用光來治療疾病，但添加感光物質以增加光療法效果的想法是直到十九世紀末，才逐漸有學者對於光療法進行有系統的研究，而開啟了現代光動力治療的新局面。
1897 年慕尼黑大學的Hermann von Tappeiner教授與他的學生Oscar Rabb，利用吖啶（acridine）對於草履蟲作實驗，卻意外發現，acridine再加上照光後對草履蟲會產生強烈的毒性，毒性大於acridine單獨影響或是光單獨影響。他們推測此效應可能是能量從光轉移至化學物質上，於是將此作用命名為「光動力作用」（photodynamic action）。
皮膚科醫師從事光動力作用的研究始於 1905 年，當時傑生尼（Jesionek）醫師與泰品勒(Hermann von Tappeiner )教授合作，以5%的伊紅染料塗在皮膚腫瘤上，再給予燈光或陽光的照射，以達到一定的療效。當時，他們將這樣的治療應用於表淺性的皮膚腫瘤，尋常狼瘡以及第二期梅毒（stage  II  syphilis）。 他們將這樣的治療稱之為「光動力治療」（photodynamic therapy）。
最早被廣泛使用的光感物質為卟啉物質，此類化合物於十九世紀中被分離出。在1911年，W. Hausmann將血紫質塗佈於老鼠皮膚，照光後皮膚產生了紅、腫等傷害。 然而，後來科學家發現，血紫質聚集於腫瘤組織的效果並不佳，需使用較大的劑量，但其對腫瘤細胞所產生的毒性仍有限。
1955年，Samuel Schwartz合成血紫質衍生物（Hematoporphyrin derivative, HpD），此種物質所產生的光毒性為血紫質的兩倍。而後來Thomas Dougherty利用HpD及紅光成功治癒小鼠腫瘤，而後將其運用於人類身上，成功治療皮膚腫瘤。其後，新的感光劑，如從 HpD中分離出具高光動力效應的分子光卟啉，以及卟啉前驅物：五氨基酮戊酸（5-Aminolevulinic acid, ALA）也都陸續應用於臨床治療上。

## 作用機轉
光動力治療需要三元素：感光劑、光源、與細胞中的氧分子。
- 第一元素為感光劑。
- 第二元素為光線，具有特定波長，可以使感光劑激發，產生能階變化（由基態提昇為激發態），當能階恢復，感光劑便能釋放出能量。
- 第三元素為氧分子，光感分子將光轉為能量傳遞給氧分子，產生活性氧类（ROS），包括自由基以及單線態氧，引起細胞毒殺作用。[2][3]

## 作用原理
首先是感光劑的分佈管理。在無光時，無論是全身性或局部性使用，感光劑在黑暗中的毒性要是可忽略的。
目標細胞與正常細胞目標感光劑濃度比例出現差異，達到作用目標之後。
第二步就是，光源直接照射在患部位置。必須根據作用位置的深淺，足以活化感光劑的能量來調整作用時間的長短和光源能量。
第三步，感光劑的活化激發了光化學反應，產生活性氧類（ROS）引起細胞毒殺作用。這樣的作用，造成了目標細胞的壞死以及組織的破壞，但卻不至於影響正常細胞。
一個有效的光動力治療，取決於，在目標細胞能夠不斷累積感光劑；而在正常細胞卻能快速的將感光劑代謝掉。

## 光動力療法與皮膚癌
光動力療法應用於皮膚癌的研究仍在不斷進行，目前普遍接受應用於日光性角化症的治療，相較於傳統治療方式，光動力療法的優點在於幾乎不會留下疤痕，且對於面積大，數量多，或邊界不清楚的病灶施行起來相對容易，亦是無法或不願意接受傳統治療時的另一選擇。副作用通常也較輕微，包括光敏感、患部燒灼搔癢感、局部紅腫或暫時性的色素變化等等。

### 治療方法
1. 經皮膚切片確定為皮膚癌之病人，先以酒精擦拭接治療部位之皮膚。
2. 以感光劑水溶液約1-2ml潤溼紗布。
3. 將紗布放置於病灶上，先以3M Tegaderm透明自黏膠布予以固定，再覆蓋錫箔紙，以避光及防止藥物蒸發。
4. 經6-8小時密封後，除去覆蓋物。
5. 以紅色光源照射約半小時。

### 日光性角化
日光性角化症目前被視為一種癌前期病變，已被美國食品與藥物管理局（FDA）核可為光動力療法的適應症，已有研究報告指出，光動力療法與傳統的冷凍療法治療效果不相上下（反應率各為69-89%與68-86%），但其對於外觀的破壞較小，且對於多發性的病灶較為方便。

### 基底細胞癌
基底細胞癌是種常見的皮膚癌症，目前的治療方式包括手術、電燒、放射治療、局部化療、冷凍治療等等，視病人病況而定。雖然已知的研究報告提出光動力療法對於基底細胞癌有相當高的反應率（82-100%），但目前仍缺乏長期的追蹤報告。其對於顏色較深或體積較大的病灶，光動力療法的治療效果相對較差。另外，也有報告指出，相較於傳統的手術治療，光動力療法的完全反應率（complete response rate）也明顯較低（76%與96%），因此，光動力療法尚未被廣泛應用於基底細胞癌的治療。

### 皮膚性鱗狀上皮細胞癌
皮膚性鱗狀上皮細胞癌常見的治療方式多樣，類似於基底細胞癌，而光動力療法的角色目前仍在研究中。有報告比較了病人接受光動力療法、冷凍療法、局部化療後的一年復發率，發現差異性不大（15%, 21%, 17%），但仍缺乏大規模的研究數據及長期追蹤的報告，因此，光動力療法尚未被廣泛應用於皮膚性鱗狀上皮細胞癌的治療。

## 光動力療法與其他皮膚疾病
目前有較多研究證實其療效顯著的有以下幾種。

### 尋常疣
尋常疣是一種由人類乳突病毒造成的皮膚疾病，有些在手術刮除突起的疣狀物後或是在使用細胞毒性的藥物後仍有很高的再發生率。塗上ALA（五氨基酮戊酸）再照光能有殺病毒的效果，而這個特性便被嘗試應用於尋常疣的治療。
早期的研究顯示，因為病灶處皮膚高度的角化使ALA穿透度很低，光動力療法效果不明顯。1999年，Stender et al.在做光動力療法之前先用手術刀片刮除突起的疣狀物直至皮下出血點出現，並以透明敷料（Tegaderm）增加光感應劑ALA的吸收，結果發現使用白光照射有73%病灶完全緩解，且白光明顯比紅光、藍光或冷凍療法有效許多。現在，先軟化硬痂（例如，於凡士林中加入尿素和水楊酸）或刮除疣狀物後再塗上ALA再用白光照射，可以用來治療較頑固難治的尋常疣。
但同樣是人類乳突病毒引起的生殖器疣，對於光動力療法的反應效果和傳統CO2雷射切除效果就沒有明顯差異。

### 痤瘡（青春痘）
1987年就已提出以可見光照射來治療青春痘的理論，之後，以波長400 至 420 奈米之間的高能量藍光來治青春痘的研究也被提出，因為青春痘的致病菌痤瘡丙酸桿菌會生產內生性紫質(corproporphyrin III)，經由藍光照射，病菌便會因光動力作用而被殺死。但這方面研究一直到十年後，才引起大家的注意，實驗方法更利用塗上ALA後再照紅光的方式，達到更深層的治療效果。2000年，Hongcharu W的研究就是利用紅光照射的方式進行治療，他發現治療後組織切片上皮脂腺明顯被破壞，臨床上對於發炎中青春痘有明顯改善。但副作用是會引起嚴重的疼痛、發紅、水腫、暫時性色素沉著，有時甚至會起水泡、紫斑。
所以光動力療法並不適合做為青春痘的例行性治療。在嚴重發炎時期的痤瘡，可嘗試用較低劑量的光照和光感應劑、但較多次療程的方式治療。

### 硬斑病（分界性硬皮病）
硬斑病是一個皮膚慢性發炎造成的局部皮膚硬化現象。雖然此病癒後良好，高劑量UVA照射效果也很好，但UV光穿透深度有限且長期照射造成的副作用（癌化、皮膚老化等等）也是一個隱憂。現在，有許多研究顯示光動力療法也是一種很好的選擇，除了臨床表現上療效好之外，再發生率或副作用都很低。

### 硬化性苔癬
硬化性苔癬在塗上ALA後再光照治療，很有效且副作用少。

### 美容效果
近5~6年來，發現黃光（波長 570 奈米附近）或紅光（波長 630 奈米附近）在皮膚上照射能誘發表皮細胞分泌細胞激素並影響真皮內的纖維母細胞，進而導致真皮內膠原纖維的重組，達到皮膚年輕化的效果。對於受光照而老化的皮膚、膚色不均或細紋都有很好的療效，而且不會有嚴重的副作用。

### 利甚曼病
有關利什曼病的治療，2006年，Asilian et al.的研究將光動力療法拿來和局部使用抗生素巴龙霉素的效果做比較。研究結果顯示，局部光動力治療是安全、速效且效果比局部使用抗生素更好的選擇。推測作用機轉可能是PpIX引發單線態氧的製造，單線態氧又氧化細菌的磷脂和蛋白質以及寄生蟲的外套膜。

## 光動力療法與非皮膚疾病

### 癌症的治療
現今主要的癌症治療方法，仍以外科手術切除、化學治療、放射線治療，或合併上述療法，來破壞或抑制癌細胞，但治療成效仍有提升空間。故近年來，人類正積極研究新的癌症輔佐性療法，例如：免疫療法、伽瑪刀、基因治療，以及光動力療法等。
光動力療法，是將特定的感光劑注入體內，感光劑在體內會選擇性地滯留於腫瘤組織內，再以光線照射後，便會產生螢光以協助腫瘤的診斷及定位。而以其他適當光線照射，感光劑會吸收特定波長的光能，啟動光化學反應產生自由基及單價氧，達到選擇性消滅癌細胞的作用。由於光的物理性質直接決定了治療的效果及治療的深度，因此選擇適當的感光劑及可吸收的光線波長，是光動力療法成功的關鍵。決定了光線波長，進一步使用高能量單一波長的雷射光，可減少照射的時間，相對地也減少病人不適感及副作用。若要治療內臟癌症，則必須藉由光纖及內視鏡，將光源送入體內照射病灶；而內視鏡無法到達的病變，也有醫師嘗試經由皮膚穿刺，直接把光纖送到病灶以進行治療。

#### 優點
- 選擇性地造成腫瘤壞死而不傷害周圍的正常組織。
- 光感物質對人體無特殊毒性，也無其他藥物交互作用，可與其他療法併用。
- 對正常組織的傷害很小。
- 低侵襲性，少疤痕。
- 適用表淺病變及光纖能到達部位的病變。
- 無藥物累積的毒性，可反覆治療。[12]

#### 缺點
- 價格昂貴。
- 無法穿透太大的腫瘤。
- 第一代光感物質會滯留於皮膚，造成光過敏，治療後3~4星期須避免強光照射。[12]

#### 實例

##### 膀胱癌
西元1993年，加拿大率先通過使用感光劑「福得靈(porfimer, Photofrin)」加上經尿道光動力療法，來治療復發表淺性膀胱癌。但由於福得靈需耗時約一個月才能代謝完畢排出體外，而這期間都必須小心防範皮膚光毒性的副作用，因此目前的主流使用藥品為第二代感光劑五氨基酮戊酸 ，也稱為「胺基果糖酸」（簡寫為ALA）。ALA是PPIX（原紫環 IX, protoporphyrin IX, 具有感光活性）的前体药物，注入體內後才會轉換成有效的形式。正常的人體細胞可正常代謝PPIX，一般約24小時內就排除完畢，因此不太造成殘留與副作用。但腫瘤細胞對 PPIX 的代謝較差，因此胞內的PPIX濃度會累積，在照射適當光線波長後，便可選擇性地破壞腫瘤細胞。

##### 肺癌
美國FDA已證實，在無法接受手術或放射治療的微侵入性氣管內非小細胞肺癌，光動力療法是一種安全且有效的輔助療法，並且能減輕腫瘤所造成的氣管阻塞症狀。一項研究指出，光動力療法治療第一期的非小細胞肺癌，五年存活率可高達93%。與Nd:YAG雷射治療相比，兩者治療成功率相似，且光動力療法較少造成併發症（如：氣管穿孔）。
進行治療前，建議先使用氣管內超音波（Endobronchial ultrasound, EBUS）評估表淺侵犯程度。治療方法則是使用感光劑福得靈之後48小時，施以鎮靜與局部麻醉，再以軟式氣管鏡將光源插入病灶治療。副作用為皮膚的光敏感，少數病人會有咳血或胸口不舒服的情形。術後24到48小時之內，病人可能會出現氣管內腫脹或分泌物增加的情形，若並有呼吸困難，則須馬上施以軟式氣管鏡或插管處理。

##### 巴瑞氏食道症
巴雷斯特食道症是高度分化不良（high-grade dysplasia）及表淺癌症（superficial cancer）的食道病變，除了手術切除、化療、高溫療法，光動力療法是一個較新興的治療選擇。優點是容易操作、(與燒灼療法相較)治療次數少、死亡率低、併發症少。缺點可能會產生食道狹窄(約30%)、食道穿孔(少數)等。
除了單獨使用光動力療法，亦可合併黏膜切除手術。短期研究顯示，五年存活率約和食道切除手術相似。

##### 膽道癌
仍在研究中。目前有研究顯示局部晚期（locally advanced）的膽管癌，使用光動力療法會增加存活率。目前研究方向以術前使用為主，希望能提高手術切除的邊界清除（margin-negative）成功率。副作用可能有膽管炎、肝膿瘍。

### 血管病變
有些感光劑的效果對新生血管較專一，因此可應用於治療血管病變，例如眼科常見的老年黃斑變性（Age related macular degeneration, AMD）及病理性近視（Pathological myopia, PM），治療成效已被廣泛認可。光動力療法能選擇性破壞網膜下新生血管膜組織，並且不會傷害到其他敏感的感光細胞；相對而言，傳統的雷射光凝固療法往往在治療部位產生全層視網膜的破壞，而立即在局部視野造成永久性的視力喪失。
此類感光劑有諾華藥廠生產的「維視達（verteporfin, Visudyne）」，是一種苯基紫質的單酸衍生物(Benzoporphyrin Derivative Monoacid, BPD-MA)，在人體的耐受性很好，僅少數人會產生輕微副作用。此藥目前已進入臨床試驗，在未來會趨向大量運用在高度近視。但目前最大的限制是此藥的價格高昂，長期治療對病患恐怕是個沉重的負擔。

### 局部感染
近年來，由於病原體的抗藥性越來越高，有科學家開始嘗試運用光動力療法來殺菌。不同於傳統抗生素的作用原理，光動力療法是利用活性氧自由基及單線態氧來破壞細胞，因此理論上能夠治療具有各種程度抗藥性的細菌，並且不會引起新的抗藥性菌種。但缺點則是時效短（關掉光線就不再具有殺菌效力），且無法選擇性殺菌（會同時殺死正常菌叢）。
理論上未來可應用在各種局部感染，但截至目前為止，大多數的實驗是動物實驗及體外實驗，對於人體內的實驗，經驗仍相當有限。

### 牙科
牙科的應用又稱為滅菌光動力療法（anti-microbial Photo Dynamic Therapy, aPDT），近幾年實驗的結果發現可殺死口腔致病菌，尤其是齲齒、牙周炎、植體牙周炎相關的致病菌。
另一項應用領域則是低階雷射治療（LLLT），藉由過濾光源使其產生單一色光，可影響在細胞內的化學反應。在適當部位的應用，配合特定劑量、波長、治療時間，可降低組織的疼痛並增加組織柔軟度，在重新正常化受傷組織循環流程與傷口附近的軟骨生成。
此外，在許多口腔黏膜的癌前病變與腫瘤，光動力治療深具治療潛力。